# Оскар Шверк
Оскар Шверк (нім. Oskar Schwerk; 16 липня 1869, Гюнерн — 14 листопада 1950) — німецький офіцер, штандартенфюрер СА, обергрупенфюрер СС і генерал-майор запасу вермахту. Кавалер ордена Pour le Mérite з дубовим листям.

## Біографія
Син пастора. 15 жовтня 1887 року вступив в Прусську армію. З 1912 року — ад'ютант при штабі 2 піхотної дивізії. З 1914 року — командир 62-го піхотного полку (3-й Верхньосілезький). З 11 листопада 1914 по 13 квітня 1917 року — командир 51-го піхотного полку (4-й Нижньосілезький). В 1917-18 роках — інспектор з утримання військовополонених. З 24 грудня 1918 року — інспектор ландверу в Бреслау. 31 січня 1920 року вийшов у відставку. 13 вересня 1936 року вступив у СС (квиток № 276825), в травні 1937 року — в НСДАП (квиток №5 420 196). З 1937 року — регіональний лідер Німецького союзу ветеранів в Сілезії. З 1 грудня 1937 року переданий в розпорядження Штабу рейхсфюрера СС, 9 листопада 1944 року був зарахований в Штаб. Учасник Польської кампанії. З вересня 1943 по травень 1945 року — уповноважений гауляйтера Нижньої Сілезії з єдиної орієнтації ветеранських товариств.

## Звання
- Фанен-юнкер (15 жовтня 1887)
- Другий лейтенант (15 січня 1889)
- Перший лейтенант (1 вересня 1896)
- Гауптман (12 вересня 1902)
- Майор (21 лютого 1911)
- Оберстлейтенант (27 січня 1916)
- Оберст (15 липня 1918)
- Штандартенфюрер СС (13 вересня 1936)
- Оберфюрер СС (20 квітня 1937)
- Бригадефюрер СС (20 квітня 1939)
- Генерал-майор запасу (27 серпня 1939) — підвищений як герой Першої світової війни з нагоди 25-ї річниці Таннерберзької битви.
- Групенфюрер СС (9 листопада 1942)
- Обергрупенфюрер СС (16 липня 1944)

## Нагороди
- Столітня медаль
- Хрест «За вислугу років» (Пруссія)
- Залізний хрест 2-го і 1-го класу
- Королівський орден дому Гогенцоллернів, лицарський хрест з мечами
- Pour le Mérite з дубовим листям
  - орден (№4848; 21 вересня 1916)
  - дубове листя (№183; 2 травня 1917)
- Нагрудний знак «За поранення» в сріблі
- Почесний хрест ветерана війни з мечами
- Кільце «Мертва голова»
- Почесна шпага рейхсфюрера СС (22 квітня 1937)
- Застібка до Залізного хреста 2-го класу
- Хрест Воєнних заслуг
  - 2-го класу з мечами
  - 1-го класу з мечами (16 липня 1944)